# Revolución catalana de 1460-1461

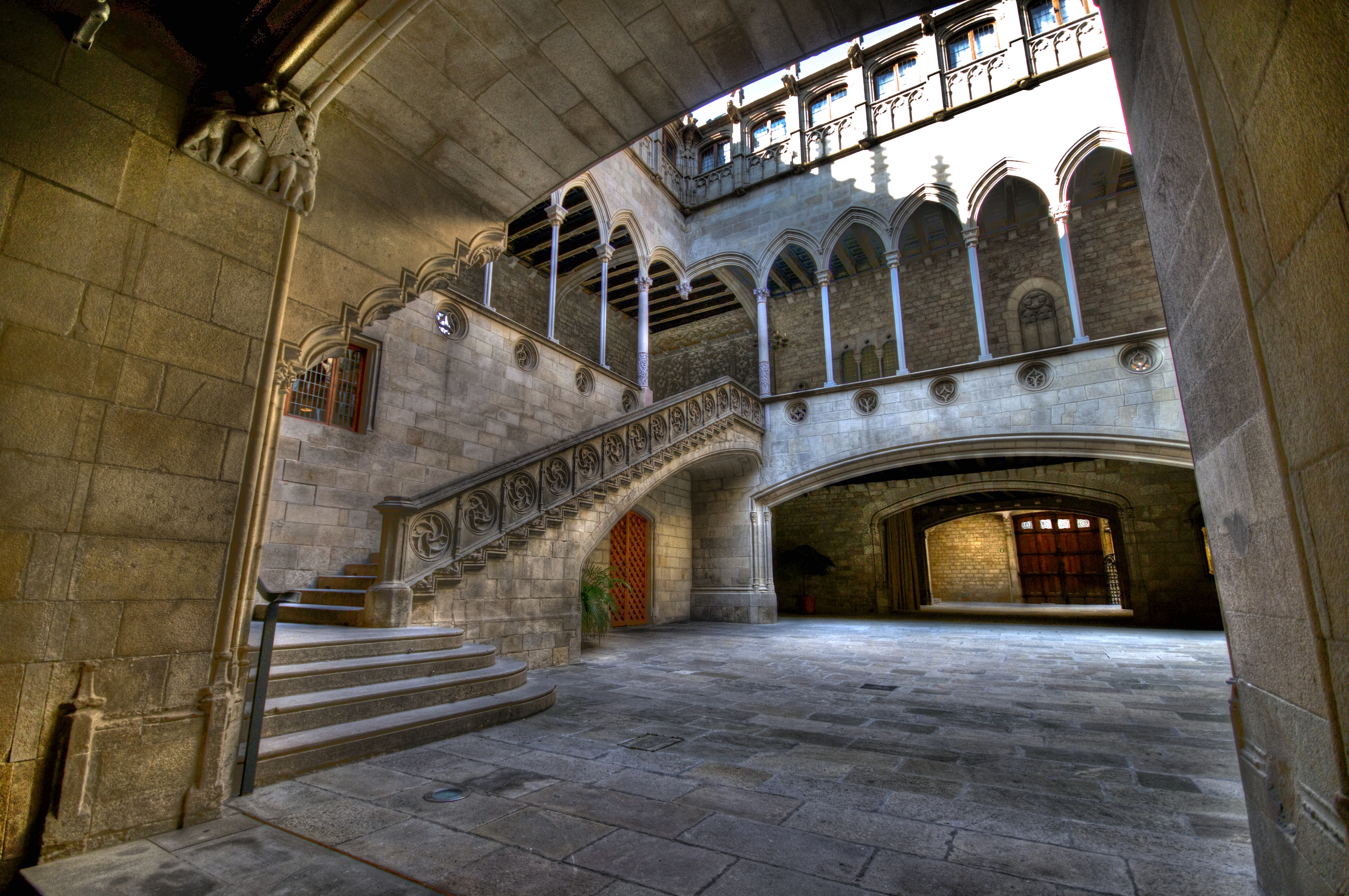
Patio interior y galería gótica del Palacio de la Generalidad de Cataluña, sede de la Diputación del General de Cataluña y del Consejo del Principado, dos de los tres organismos que, junto con el Consejo de Ciento, dirigieron el levantamiento contra el rey Juan II de Aragón.

La revolución catalana de 1460-1461 —algunos historiadores la extienden a 1462— fue el prólogo de la guerra civil catalana de 1462-1472 y consistió en un levantamiento de las instituciones del Principado de Cataluña, controladas por la oligarquía nobiliaria y urbana, contra su señor el rey de Aragón y conde de Barcelona Juan II como consecuencia del encarcelamiento ordenado por Juan II de su hijo Carlos de Viana, a quien estaba enfrentado en la guerra civil de Navarra y a quien se negaba a reconocer como su «primogénito», es decir, como su sucesor al trono de la Corona de Aragón. Los sublevados consiguieron imponer sus condiciones a Juan II en la Capitulación de Vilafranca de 1461 pero a los pocos meses de su firma el príncipe Carlos de Viana murió y tiempo después se produjo un segundo levantamiento que provocó la guerra civil.
Jaume Vicens Vives la ha considerado como la «primera fase de la revolución catalana», en la que «las clases privilegiadas del país arrastraron a las masas artesanas de Barcelona hacia una actitud levantisca que, bajo la bandera de la unanimidad, acorraló a Juan II hasta admitir la indudable claudicación de su soberanía encerrada en las cláusulas de la Capitulación de Vilafranca». Su «éxito implicó no sólo la afirmación de la doctrina pactista, sino la consolidación en el poder de las clases sociales económicamente fuertes del Principado». Así pues, «el levantamiento de 1461 fue, desde un punto de vista social, un triunfo de la nobleza y de la oligarquía burguesa, de los propietarios del campo y de los hacendados de la ciudad. Ni los campesinos ni los artesanos vieron reflejadas sus aspiraciones en el cambio de poder político...».

## Antecedentes

### El enfrentamiento entre la oligarquía nobiliaria y urbana catalana y la monarquía
El enfrentamiento entre la monarquía y la oligarquía nobiliaria y urbana catalana se remontaba al reinado de Alfonso el Magnánimo cuando su gobernador en Cataluña bajo la lugartenencia de la reina María, Galcerán de Requesens, un miembro de la pequeña nobleza catalana ―señor de Molins de Rey―, apoyó en su lucha por el gobierno de la ciudad de Barcelona a la «Busca», que reunía a los mercaderes y a los artesanos, frente a la «Biga», que agrupaba al rico patriciado urbano barcelonés que dominaba el Consejo de Ciento de la ciudad y que, junto con la nobleza, también controlaba las Cortes Catalanas y la Diputación del General. Así Requesens permitió la creación del Sindicat dels Tres estaments i poble de Barcelona e intervino en el municipio de Barcelona arrebatando a la «Biga» el gobierno de la ciudad y poniendo en su lugar a hombres de su confianza y a miembros moderados de la «Busca». En palabras de Carme Batlle, «fue un auténtico golpe de estado contra los privilegios municipales y el tradicional poder de las familias patricias (los ciudadanos honrados, o sea, rentistas…)».
El segundo motivo del conflicto fue el apoyo que la monarquía dio a los campesinos remensas enfrentados a su señores por la cuestión de los «malos usos». El rey también permitió la formación de un sindicato, el Gran Sindicato Remensa fundado en 1448, para que los campesinos pudieran reunirse y luego negociar con sus señores, tanto laicos como eclesiásticos, y además en 1455 dictó una sentencia interlocutoria por la que suspendía temporalmente el pago de los malos usos, aunque sin llegar a resolver el fondo del asunto. Así, como ha destacado Carme Batlle, «los dos sindicatos, el rural y el urbano, serían utilizados por la monarquía y sus representantes como arma contra la oligarquía catalana poco antes de la guerra civil y durante la misma».
En 1454 Alfonso el Magnánimo nombró nuevo lugarteniente de Cataluña a su hermano don Juan, rey de Navarra, después de que la oligarquía nobiliaria y urbana hubiera rechazado el nombramiento de Requesens para ese puesto. Con el fin de hallar una salida a la complicada situación que se vivía en Cataluña, don Juan convocó las Cortes Catalanas que estarían reunidas por espacio de cuatro años (1454-1458) pero en estas agitadas Cortes no se resolvió el conflicto que enfrentaba a la oligarquía y la monarquía. Desde el primer momento se hizo patente el enfrentamiento cuando los síndicos del resto de ciudades catalanas en apoyo de la «Biga» consideraron ilegales a los síndicos que había enviado la ciudad de Barcelona que pertenecían a la «Busca» lo que obligó al lugarteniente a intervenir para dar cobertura legal a estos. Asimismo don Juan continuó con la política filoremensa lo que le enfrentó con los señores laicos y eclesiásticos de la Cataluña vieja también representados en las Cortes.  Así pues, el resultado de las mimas fue que tras ellas se creó un movimiento contrario al rey por parte de la nobleza, el clero y el patriciado urbano, cuya fuerza don Juan, ya convertido desde 1458 —a la avanzada edad para la época de sesenta años— en monarca de la Corona de Aragón tras la muerte de su hermano, no valoró en su justa medida.

### El impacto en Cataluña del conflicto sucesorio del reino de Navarra
El inicio de la interferencia del conflicto sucesorio navarro en la historia de Cataluña se sitúa en la firma en Barcelona en diciembre de 1459 de la llamada Concordia de Barcelona por la que el rey Juan II de Aragón y su hijo el príncipe Carlos de Viana se reconciliaron. Según lo pactado Carlos de Viana se comprometía a devolver a su padre la parte de Navarra que seguía en manos de sus partidarios, y a cambio conseguía el perdón personal y recobrar el principado de Viana, aunque se le prohibía residir en Navarra ―y en Sicilia―. Sin embargo, de la cuestión principal que los enfrentaba ―el reconocimiento de la «primogenitura» aragonesa, «que [en la Corona de Aragón] era un cargo público y no un derecho natural derivado del primer nacimiento, aunque uno y otro solían ir vinculados»― nada se decía en la Concordia, aunque el título de «primogénito de Aragón, de Navarra y de Sicilia» lo venía utilizando Carlos de Viana desde la muerte del rey Alfonso el Magnánimo el año anterior.
A finales de marzo de 1460 Carlos de Viana abandonó Mallorca, a donde había llegado procedente de Sicilia, y el 31 hizo su entrada triunfal en Barcelona. En la misma se utilizó la fórmula de primer fill nat (‘primer hijo nacido’) para no entrar en la vidriosa cuestión de la primogenitura. El 14 de mayo se encontraron padre e hijo en Igualada —el rey venía de Navarra y Carlos de Viana salió a su encuentro: hacía siete años que no se habían visto— y al día siguiente hicieron su solemne entrada conjunta en Barcelona acompañados por la reina Juana Enríquez, el infante don Fernando ―que entonces acababa de cumplir los ocho años de edad― y los hijos naturales del rey, don Juan, recién nombrado arzobispo de Zaragoza, y don Alfonso. Se celebraron grandes festejos para celebrar la «unión y concordia». Sin embargo, la reconciliación era solo superficial pues Carlos de Viana al no haber sido reconocida su primogenitura entró en contacto con el rey de Castilla Enrique IV para concertar una alianza con él mediante el matrimonio con su hermana la infanta Isabel, que entonces contaba con nueve años de edad.
En septiembre de 1460 Juan II convocó las Cortes catalanas en Lérida y le pidió a su hijo Carlos de Viana que se reuniera con él en esa localidad para concretar su boda con la princesa Catalina de Portugal y evitar así el matrimonio de don Carlos con la infanta castellana Isabel, proyecto del que el rey Juan II había tenido conocimiento gracias a un emisario de los magnates castellanos que se oponían a Enrique IV ―este emisario también le había transmitido los temores del suegro de Juan II, el almirante de Castilla, de que el príncipe de Viana de acuerdo con el rey castellano quería arrebatarle la Corona aragonesa―. Durante el viaje desde Barcelona don Carlos se encontró con varios emisarios del rey Enrique IV que le comunicaron su conformidad sobre la proyectada alianza contra Juan II de Aragón basada en su matrimonio con la infanta Isabel que el rey castellano deseaba «más que cosa en la vida», y advirtiéndole que su padre jamás daría el consentimiento para el matrimonio «porque lo quería más para el infante [Fernando], su hijo». Al mismo tiempo miembros de su séquito le aseguraban que su padre quería arrebatarle el reino de Navarra para concedérselo a su hermanastro, incluso que intentaba envenenarle y que la mejor opción sería pasar a Castilla para desde allí entablar una guerra y conseguir el reconocimiento de sus derechos a las dos Coronas, la de Navarra y la de Aragón.

## Desarrollo

### El detonante: la detención del príncipe Carlos de Viana
Los contactos con los emisarios del rey castellano y lo que se decía en el entorno de Carlos de Viana llegó a conocimiento del rey Juan II. Aunque al principio se negó a creer lo que sus espías le informaban, finalmente tomó una drástica decisión: ordenar la detención de Carlos de Viana, que se llevó a cabo en Lérida el 2 de diciembre de 1460. También fue detenido su principal consejero, el gran prior de Navarra Juan de Beaumont. En la decisión, que Jaume Vicens Vives califica como «insigne torpeza» y Carmen Batlle como un «acto erróneo», tuvo un papel determinante la reina Juana Enríquez quien tras suplicarle que lo detuviera le mostró al rey dos supuestas cartas incriminatorias de don Carlos que Juan II no pudo comprobar que eran ciertamente suyas pues en aquel momento estaba casi completamente ciego ―contaba con 62 años de edad y padecía de cataratas, que años más tarde le curaría un cirujano judío ―. Tiempo después se supo que las cartas eran falsas.

### El levantamiento
La detención del príncipe de Viana, acusado de conspiración, causó una honda conmoción en el Principado de Cataluña —y también entre las oligarquías de los reinos de Aragón y de Valencia— y provocó una inesperada ola de protestas, mientras que el rey consideraba el asunto como una cuestión estrictamente familiar. Como ha señalado Carme Batlle, el rey «no contaba con el desagradable recuerdo que habían conservado los estamentos superiores del país de las cortes de 1454, en las que el rey hizo sentir su autoridad en el problema de los síndicos de una Barcelona divida entre dos partidos» (Juan II como lugarteniente general de Cataluña había aceptado como representantes de la ciudad a los delegados de la Busca, en detrimento de la Biga). Así la prisión del príncipe fue aprovechada por la oligarquía catalana en su enfrentamiento con el rey.
Las Cortes catalanas reunidas en Lérida protestaron por la detención al considerarla un acto contrario a los usatges de Barcelona, a las constituciones de Cortes y a los privilegios de la ciudad de Lérida. La respuesta de Juan II fue disolverlas. La réplica de las Cortes, bajo la dirección de los nobles y los burgueses de la «Biga», fue tomar una iniciativa «fuera de lo corriente y muy grave», en palabras de Carmen Batlle, que consistió en formar el 5 de diciembre, antes de disolverse, una «comisión de las Cortes» que adoptara las medidas necesarias para conseguir la liberación del príncipe y la reparación de los agravios y que estaría integrada por la Diputación del General de Cataluña y por las personas que designara para que le asesoraran, incluida una representación de la ciudad de Barcelona. Así fue cómo se constituyó tres días después en la Casa de la Diputación en Barcelona el Consejo del Principado, integrado por veintisiete personas, nueve por cada uno de los tres estamentos del Principado. Como ha destacado Jaume Vicens Vives, «era un título que jamás se había atribuido ningún organismo catalán» y «reflejaba el ideal “pactista” propio del jusconstitucionalismo» que defendían la nobleza y el patriciado urbano catalanes. Así pues, los objetivos del Consejo del Principado iban más allá de la petición de la libertad del Carlos de Viana ya que perseguían una revolución política dirigida por la oligarquía catalana, «aprovechando el paso en falso dado por el monarca», concluye Vicens Vives. Según Carme Batlle, era una «auténtica revuelta contra el monarca» ya que la nueva institución se atribuía «funciones de soberanía popular».
Mientras el rey despreocupado pasaba las Navidades en Zaragoza ―«el monarca no valoró la iniciativa [de la creación del Consejo del Principado como se merecía, pensando que la única causa de todo era la prisión del príncipe»―, la agitación revolucionaria se extendía por Cataluña. El 2 de enero los diputados convocaban el Parlamento para el 12 y al día siguiente las calles de Barcelona se llenaban de pasquines llamando a la reunión de la gente con armas en las Ramblas para defender la causa de Carlos de Viana. Ese mismo día 3 de enero el rey, alarmado, envió a Barcelona a un embajador suyo, el Mestre Racional del Reino de Valencia Lluís de Vich, para que explicara a las autoridades catalanas las causas de la detención del príncipe de Viana, y para reafirmar el autoritarismo real ya que en el documento que portaba Lluís de Vich, entre otras cosas, se decía: «la citada Majestad no está obligada a dar razón de sus actos sino tan sólo ante Dios, como rey y príncipe que razón en este mundo no tiene más superior». El día 8 de enero el rey, cada vez más consciente de la gravedad de la situación ―acrecentada por la noticia de que un ejército castellano se estaba reuniendo en la frontera ― tomó la decisión de trasladar a Carlos de Viana al castillo de Morella y ordenar a las autoridades barcelonesas que suspendieran la convocatoria del Parlamento, calificándola de «menosprecio» de la autoridad real, además de considerar como fruto de la «arrogancia y [el] excesivo atrevimiento» lo sucedido hasta entonces. Además les amenazaba con que de tales «insolencias» podrían «arrepentirse», aunque les ofrecía hablar del asunto pacíficamente y no por el camino «que por sí mismos y propia autoridad se atribuyen». Por su parte el gobernador de Cataluña Galcerán de Requesens intentó que el Consejo de Ciento castigara a los que estaban vertiendo las críticas más duras contra el rey, pero el Consejo se negó alegando que los catalanes «havien haüda la lenga en franch alou de parlar de lurs reys e senyors e havien acostumat mal dir de aquells» (‘habían tenido la lengua libre de hablar de sus reyes y señores y estaban acostumbrados a hablar mal de ellos’).
Las amenazas y recriminaciones del rey no surtieron ningún efecto, más si cabe cuando un grupo de jurisconsultos, encabezados por Joan Dusay, dictaminó que con la orden de detención de Carlos de Viana el rey había quebrantado las constituciones catalanas. El argumento principal era que el arresto había violado el seguro real del que toda persona gozaba cuando acudía a la localidad donde se celebraban las Cortes. A partir de este dictamen la Diputación del General envió el 17 de enero un ultimátum al rey, de forma que a partir de ese momento, como ha destacado Jaume Vicens Vives, «se soldó definitivamente la causa del príncipe con la de las libertades de Cataluña». Un documento posterior así lo reflejó pues en él se decía que se había luchado tanto por la «recuperación» de don Carlos, como por la «reintegración, manutención y conservación» de las leyes catalanas. «El “pactismo” se enfrentaba decididamente con el “autoritarismo”», concluye Vicens Vives.
El rey replicó al argumento de que la detención de Carlos de Viana había violado las constituciones catalanas señalando que mientras estuvo en Cataluña ―marchó para Zaragoza el 23 de diciembre― nadie le pidió la libertad del príncipe porque se hubiera quebrantado ninguna ley y que había sido un mes después de la misma cuando se había lanzado la acusación. Esto fue lo que comunicaron a las autoridades catalanas los dos embajadores que envió Juan II a Barcelona —Lope Ximénez de Urrea, virrey de Sicilia, y Luis Despuig, maestre de la Orden de Montesa— a donde llegaron el 6 de febrero con la misión de hallar un acuerdo pacífico al conflicto y para lo que proponían el traslado del príncipe de Viana a Fraga y la reanudación de la reunión de las Cortes catalanas para que dirimieran el asunto. Pero la propuesta conciliadora llegaba tarde porque el 31 de enero la Diputación del General y el Consejo del Principado habían acordado añadir una nueva acusación al rey junto con la de la violación de las leyes catalanas: la de haber quebrantado la ley sucesoria de la Corona de Aragón al no haber reconocido a Carlos de Viana como su «primogénito». Y así se lo hizo llegar una embajada catalana que se presentó ante el rey, que se encontraba en Lérida, el 6 o el 7 de febrero durante la cual el exaltado vianista Guerau Alemany de Cervelló le dijo al monarca:

Rogamos sumamente a tu real majestad que observes nuestras libertades, como las jurastes. En primer lugar, detuvistes al ilustre hijo tuyo, nuestro príncipe, que es nuestro gobernador y rey futuro… En esto y en otras cosas derogastes nuestros privilegios, a cumplir los cuales eres obligado según juramento. Por tanto, en nombre de todo el Principado de Cataluña te requiero para que devuelvas estas cosas a su prístino estado. (…) [Después empezando a desenvainar su espada en señal de rebelión añadió] Cataluña entera te recuerda el juramento que le prestaste, y no te obedecerá en nada, ya que cuanto juraste no mantienes.

La noticia de la agitada sesión que había tenido lugar en la corte ―en la que el rey había respondido a la intervención de Alemany: «Vosotros, catalanes, que siempre fuisteis traidores a la corona, marchaos de mi presencia para que no desatéis mi ira»―, provocó que el día 7 de febrero de 1461 se produjera un golpe de fuerza en Barcelona —otro golpe de fuerza se produjo al día siguiente en la misma Lérida que obligó al rey a abandonar la ciudad y marchar a Fraga—: los diputados y su Consejo decidieron proclamar a Carlos de Viana como «primogénito» y formar un ejército para enfrentarse al rey Juan II, además de comenzar a armar 24 galeras. Tres días después era detenido en Villafranca del Panadés el gobernador general de Cataluña nombrado por el rey Galcerán de Requesens ―«Ved las ratas que han cogido al gato», le gritó la gente― y el 19 de febrero la Diputación del General culminaba el golpe al proclamarse poder supremo de Cataluña y ordenar a todos los oficiales reales que le obedecieran ―y se declaró enemigo público a todo aquel que se opusieran a la Generalitat―.. «Así se consumó la revolución catalana del 7-8 de febrero de 1461», afirma Jaume Vicens Vives, aunque la unanimidad entre los sublevados no era absoluta pues el sector moderado no consideraba el alzamiento como una rebelión sino como una prueba de su «integérrima e incorrupta fidelidad a la corona real», mientras que el sector radical se acercaba a la doctrina del tiranicidio «considerando que el bien de la república deve ser preferido a la utilidad del príncipe».
Ante la rebelión catalana el rey Juan II buscó el apoyo de las ciudades de los reinos de Aragón y de Valencia. Así, por ejemplo, envió a tres autoridades valencianas de su confianza un amplio relato de lo sucedido que debían hacer llegar a los jurats, consell y prohombres de la ciudad y en el que señalaba como responsables a alguns del principat de Catalunya, moguts per propris interessos e grandísima malícia ('a algunos del principado de Cataluña, movidos por [sus] propios intereses y grandísima malicia'). La respuesta de la ciudad de Valencia fue enviar una embajada a la corte con la finalidad de pedir la libertad del príncipe Carlos de Viana y de mediar en el conflicto entre la monarquía y las instituciones catalanas.

### El triunfo de los sublevados: la liberación de Carlos de Viana y la Capitulación de Vilafranca
El ejército reclutado por la Diputación del General, a cuyo frente estaba el conde de Módica, se dirigió hacia Fraga, donde se encontraba el rey Juan II tras haber abandonado precipitadamente Lérida el 8 de febrero llevando consigo al príncipe de Viana —a quien encerrará finalmente en Morella, en el reino de Valencia—. La amenaza que suponía este ejército, al que las Cortes de Aragón se negaban a hacerle frente y así se lo comunicaron al rey que ya se encontraba en Zaragoza, y el avance sobre Borja de un ejército castellano al mando de Luis de Beaumont, obligaron al rey Juan II a ordenar el 25 de febrero la puesta en libertad de Carlos de Viana ―también influyó en la decisión el temor a que al mismo tiempo se produjera una ofensiva castellana en Navarra a favor de los beaumonteses, que estaban ganando posiciones― «La monarquía capitula, en desastrosas condiciones, ante el levantamiento de Cataluña», sentencia Vicens Vives. La claudicación quedará rubricada cuatro meses después con la firma de la Capitulación de Vilafranca, «pieza capital en la historia del “pactismo” catalán y del derecho constitucional moderno», según Vicens Vives, y «punto culminante del pactismo catalán», según Carme Batlle. Como ha señalado esta historiadora, «Juan II tuvo que claudicar, primero liberando a su hijo y después en la negociación de un cambio político en Cataluña, porque se había identificado la liberación con la defensa de las leyes de la tierra. Este era el punto clave». Nació así un «nuevo orden constitucional» en Cataluña, concluye Batlle.
Las negociaciones de Villafranca del Panadés se iniciaron el 2 de abril de 1461 entre los representantes de la Diputación del General ―nobles, eclesiásticos y burgueses― y la esposa del rey Juana Enríquez, que había acompañado a Carlos de Viana en su apoteósico retorno a Barcelona ―donde fue recibido el 12 de marzo «no como un hombre, sino como un símbolo»― y cuya entrada en la ciudad le había sido negada para gran sorpresa de ella. Concluyeron el 21 de junio con la firma de la Concordia de Vilafranca que, según Jaume Vicens Vives, «cerró el ciclo del primer alzamiento catalán con un triunfo en toda línea de los objetivos perseguidos por éste».
Por su parte Carmen Batlle ha señalado que con la Capitulación de Villafranca «la oligarquía instauraba un sistema constitucional: el rey no podía entrar en Cataluña sin permiso de la Diputación del General y el príncipe se convertía en su lugarteniente aquí, con todo el poder ejecutivo en sus manos». Esta historiadora concluye que con la Capitulación de Vilafranca «Cataluña quedaba en manos de la oligarquía nobiliaria y urbana que actuaría contra el campesinado y los intereses de la pequeña burguesía siendo el príncipe de Viana una mera figura representativa». Sobre él Carme Batlle dice que «si bien se manifestó resuelto y valeroso en defensa de sus derechos en Navarra, generoso y desinteresado en Sicilia, en Cataluña resultó más sumiso y humilde, acaso por hallarse ya gravemente enfermo. Su personalidad no fue la de un político de talla, ni de un hombre de acción, sino la de un humanista que cultivó la música, la poesía y escribió una obra histórica, la Crónica de Navarra».

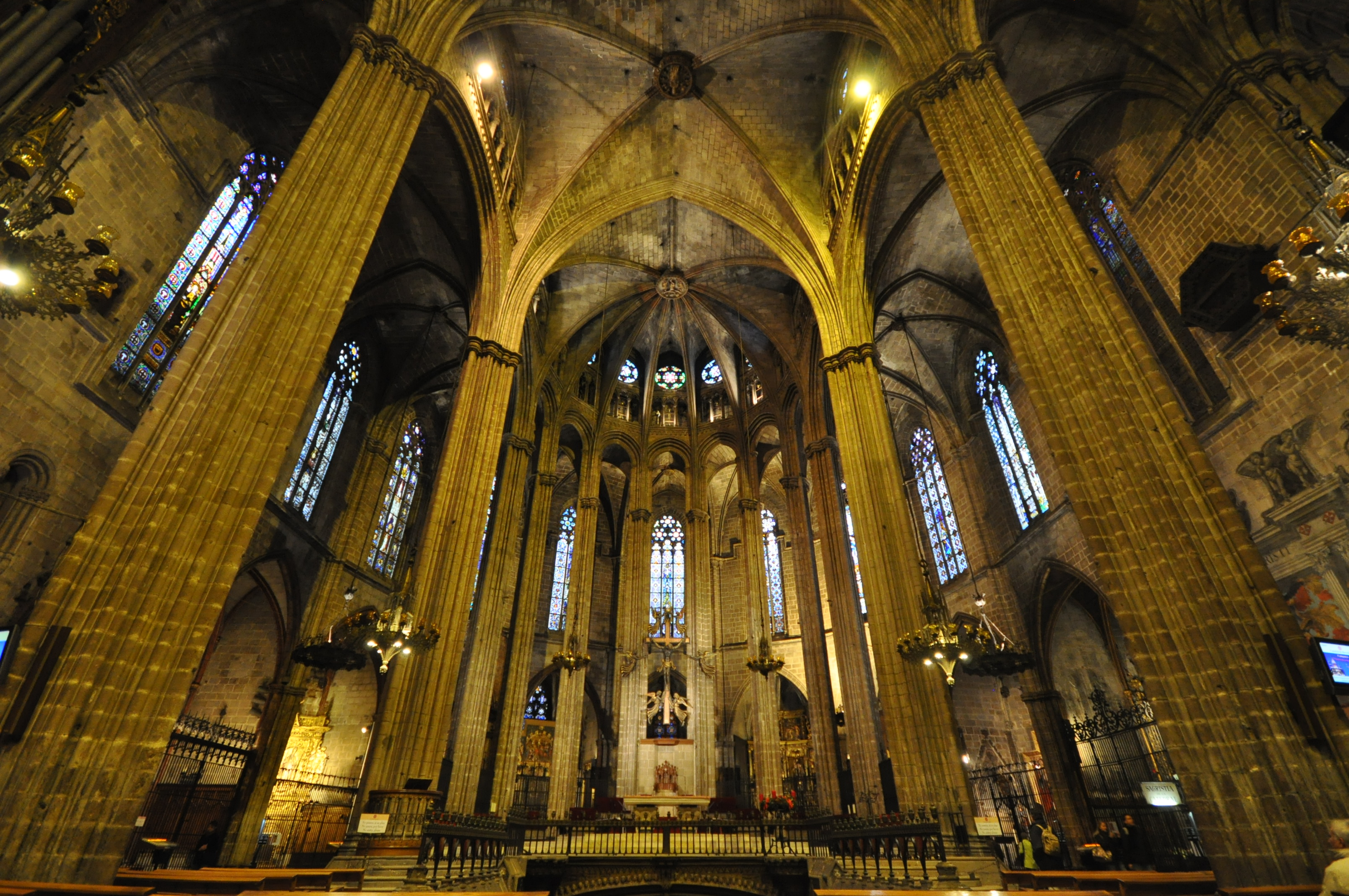
Altar mayor de la catedral de Barcelona donde fue proclamado el príncipe Carlos de Viana como Lugarteniente General de Cataluña en virtud de la aplicación de la Capitulación de Vilafranca.

El 24 de junio, sólo tres días después de la firma de la Concordia de Vilafranca, se celebró en la catedral de Barcelona la solemne proclamación de don Carlos de Viana como Lugarteniente General de Cataluña. Poco después don Carlos convocó a las Cortes Catalanas para que lo reconocieran como primogénito, siguiendo lo acordado en la Concordia en cuyo capítulo XI se establecía que «fuera jurado primogénito por todos los reinos y tierras vasallos de Su Majestad», pero él carecía de esa potestad pues según lo estipulado en la propia Concordia la convocatoria de cortes correspondía exclusivamente al rey, como en seguida le recordó su padre Juan II en cuanto tuvo noticia de la misma. Pero las instituciones catalanas se pusieron de parte de don Carlos y el 31 de julio fue reconocida ilegalmente su primogenitura. Sin embargo el conflicto quedó solventado dos meses después ya que el 23 de septiembre de 1461 moría en Barcelona el príncipe de Viana, a la edad de cuarenta años.
Durante los tres meses que había ejercido como lugarteniente, como ha destacado Agustín Rubio Vela, «su poder político efectivo siguió siendo bien escaso. En el curso de las negociaciones de Villafranca había sido relegado por los dirigentes catalanes, lo que pone de manifiesto que, pese a la apariencia de unidad, sus intereses no eran plenamente coincidentes con los de ellos... Zurita observó que la "mucha desconfianza de los principales barones de Cataluña" fue una de las causas que lo afligieron en los últimos tiempos, cuando se agravaba su enfermedad». Esto también se reflejó en el plano financiero, pues «la penuria económica que arrastraba [el príncipe] desde hacía años, lejos de desaparecer, se incrementó, ya que tropezó con la sistemática negativa de las instituciones catalanas a sus peticiones de dinero».
La noticia de la muerte de Carlos de Viana causó una honda conmoción en Barcelona, convirtiéndole en un mito dotado de poderes casi milagrosos ―«sant Karles de Catalunya», en el decir popular―, como se puede comprobar en la forma en que los diputados del General, en palabras del escribano Bartomeu Sellent, expresaron su pesar por el fallecimiento del «primogénito»:

¡Oh, cuánta gloria es para el señor rey haber tenido tal hijo en la tierra y ahora en el cielo celestial! ‘Oh, bienaventurada Cataluña, que ha sido merecedora, por la clemencia y bondad divina, de haber cohabitado entre los catalanes y dejado su cuerpo entre ellos tal señor! ¡Oh, contentísimos ánimos de aquellos que, con una buena y recta intención, han servido a dicho señor primogénito, cuyos méritos y plegarias obtendrán para sus devotos, como indudablemente se cree, gracia y bendición divina en este mundo y gloria perpetua en el otro!

## Consecuencias

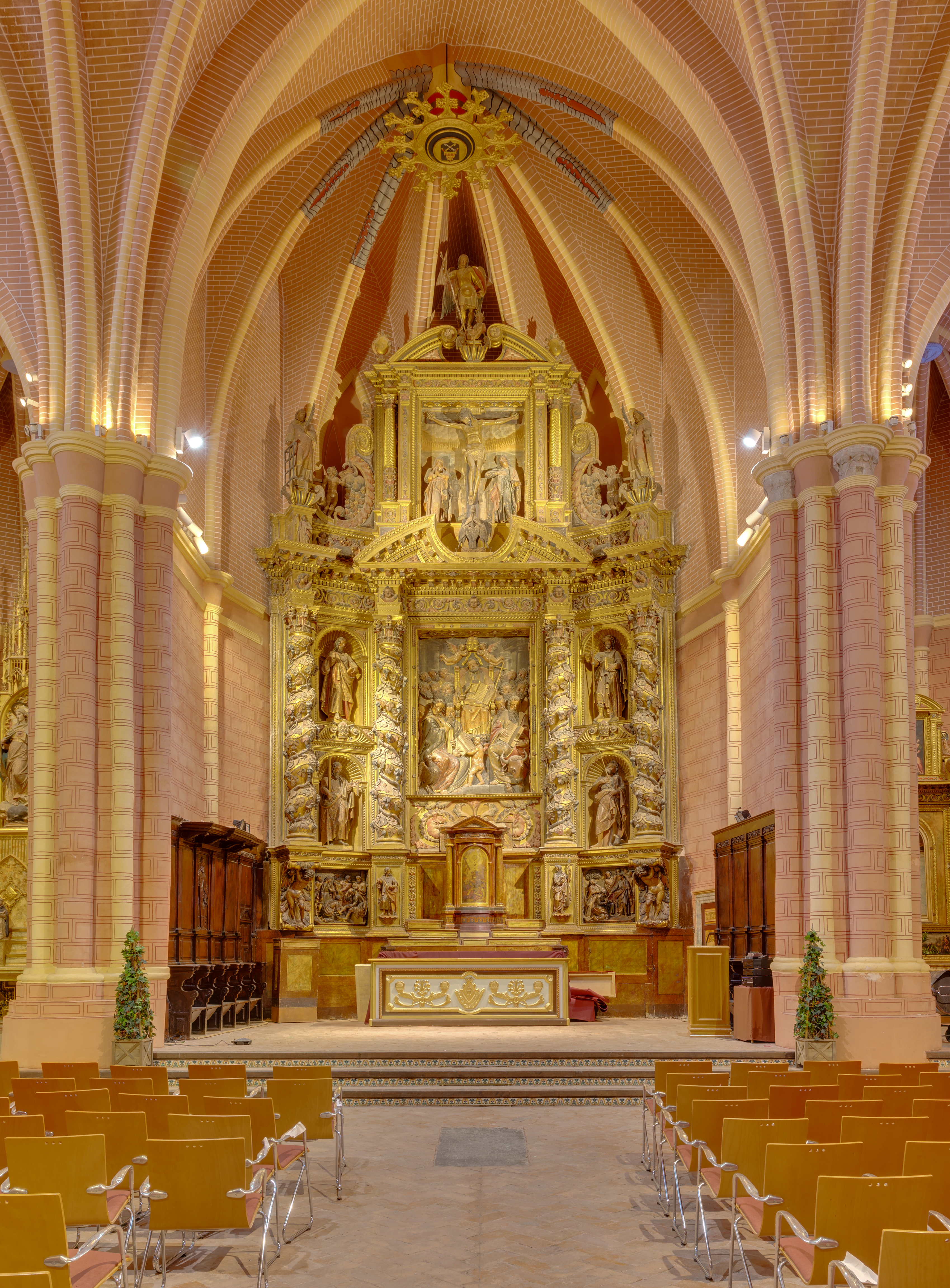
Iglesia de San Pedro de los Francos de Calatayud donde las Cortes de Aragón juraron al príncipe don Fernando, de nueve años de edad, como «primogénito» y por tanto heredero del reino.

Según lo dispuesto en la Capitulación de Villafranca, al morir el príncipe de Viana la lugartenencia de Cataluña pasaba al infante don Fernando, su hermanastro, que contaba con nueve años de edad y que el 11 de octubre, pocas semanas después de la muerte de Carlos de Viana, ya había sido jurado como «primogénito» por las Cortes del reino de Aragón en la reunión celebrada en Calatayud y recibido de su padre, como heredero al trono, los títulos de duque de Montblanch, conde de Ribagorza y señor de Balaguer, además de otros tres títulos del reino de Sicilia.
Dada su incapacidad para gobernar debido a su edad el rey Juan II comunicó a una embajada del Principado que la reina Juan Enríquez sería quien ejercería la lugartenencia de Cataluña en su nombre como tutora ―«tudriu»― del príncipe Fernando, así que el 29 de octubre madre e hijo partieron para el Principado, lo que causó un «vivo desasosiego» ―en palabras de Vicens Vives― entre las autoridades catalanas pues hacía solo seis meses que habían impedido que la reina entrara en Barcelona. El 13 de noviembre la reina y el príncipe se instalaban en el monasterio de Santa María de Valldonzella en las cercanías de Barcelona. Las autoridades barcelonesas dudaron pero acabaron aceptando la entrada en la capital lo que suponía reconocerla como gobernadora del Principado hasta la mayoría de edad del príncipe don Fernando. La solemne recepción de ambos tuvo lugar el 21 de noviembre y al día siguiente la reina Juana en la sede de la Diputación del General juró cumplir lo estipulado en la Capitulación de Vilanfranca ―la jura de los «privilegios, constituciones y usages y libertades del Principado» por la reina doña Juana no tendría lugar hasta el 6 de febrero de 1462 ante los representantes de los tres brazos de las Cortes de Cataluña, el mismo día en que el príncipe Fernando era jurado como «primogénito» de la Corona―. La reina se apresuró a escribir al rey Juan II «la muy gran fiesta, alegría, reposo e celebritat» con que había sido recibida en Barcelona y de que tras su jura de las Capitulaciones de Vilafranca le correspondía a ella «la jurisdicción e todo el regimiento deste Principado». Su principal cometido a partir de entonces sería conseguir de las autoridades catalanas que autorizaran la entrada del rey en el Principado cuestión que planteó el 10 de diciembre pero no consiguió su propósito. Con ese objetivo pidió ayuda al Sindicat dels Tres Estaments i poble de Barcelona lo que suscitó los temores de la oligarquía a que se produjera un levantamiento realista.
La tensión entre la reina y las autoridades catalanas fue creciendo a lo largo del mes de diciembre, atizada entre otros motivos por el rumor de que el añorado príncipe de Viana, considerado cada vez más por la población como un santo con poderes milagrosos, había sido envenado por la reina. Además en las comarcas de Gerona acababa de estallar la rebelión de los campesinos remensas encabezada por Francesc de Verntallat ―un campesino acomodado― porque sus señores, aprovechando la recuperación de su posición de fuerza tras la firma de la Capitulación de Vilafranca, intentaban cobrar de nuevo los malos usos dejados en suspenso por la sentencia interlocutoria de Alfonso el Magnánimo de 1455 y la oligarquía temía que los remensas pudieran aliarse con el rey ―lo que efectivamente acabaría ocurriendo―.
La tensión se recrudeció en febrero de 1462 cuando la reina ordenó la detención de Joan de Copons, un destacado miembro de la facción antirealista, acusado de asesinato, y cuando por su parte el Consejo de Ciento ordenó una serie de medidas en contra de los miembros del «movimiento de los síndicos» de la Busca que el 24 de febrero se había presentado ante la reina, junto con «muchos menestrales envalentonados», para pedir la vuelta del rey a Cataluña ―como consecuencia del llamado «complot de San Matías» fueron detenidos cuarenta y dos miembros del Consejo de Ciento presuntamente implicados en la conspiración al considerarse que habían violado la Capitulación de Vilafranca―. Al mismo tiempo la facción antijuanista encabezada por el conde de Pallars Hugo Roger se iba haciendo con el control del Consejo del Principado, frente al grupo realista encabezado por el arzobispo de Tarragona Pedro de Urrea.